# Verdienstmedaille der Forstwirtschaft der Deutschen Demokratischen Republik
Die Verdienstmedaille der Forstwirtschaft der Deutschen Demokratischen Republik war eine staatliche Auszeichnung  der Deutschen Demokratischen Republik (DDR), welche in Form einer tragbaren Medaille verliehen wurde.

## Geschichte
Die Medaille wurde am 13. Dezember 1984 durch den Ministerrat der DDR durch ihren Vorsitzenden Willi Stoph und dem Minister für Land-, Forst- und Nahrungsgüterwirtschaft Bruno Lietz in drei Stufen (Bronze, Silber, Gold) gestiftet. Die Verleihung erfolgte zur Würdigung langjähriger und hervorragender Leistungen in der Forstwirtschaft. Insbesondere für:
- aktiven und selbstlosen Einsatz in der Forstwirtschaft,
- beispielgebende Arbeit,
- vorbildliche Ergebnisse im sozialistischen Wettbewerb zur Versorgung der Industrie mit Rohharz,
- zur Verwertung des Rohstoffes Holz,
- Produktion von Konsumgütern,
- zum Schutz und zur Reproduktion der Waldbestände und
- für langjährige Verdienste bei der Erfüllung der Aufgaben der Forstwirtschaft.

## Aussehen und Tragweise
Die bronzene, versilberte oder vergoldete Medaille mit einem Durchmessern von 30 mm zeigt auf ihrem Avers mittig die erhaben geprägte die fünfzeilige Inschrift: FÜR / VERDIENSTE / IN DER FORST- / WIRTSCHAFT / DER DDR, welcher von zwei unten gekreuzten nach oben hin gebogenen offenen Eichenlaubzweigen umschlossen wird, die an ihrem Kreuzungspunkt beidseitig je zwei Eicheln zeigen. Das Revers der Medaille zeigte dagegen das Staatswappen der DDR. Getragen wurde die Medaille an der linken oberen Brustseite an einer rechteckigen braun bezogenen Spange, in dessen Mitte, je nach verliehener Stufe, ein, zwei oder drei senkrechte hellgrüne Mittelstreifen eingewebt waren. Die Interimsspange ist von gleicher Beschaffenheit.